# باشگاه فوتبال زنان الاهلی
باشگاه فوتبال زنان الاهلی باشگاه فوتبال زنان عربستانی است که در سال ۲۰۱۹ میلادی با نام مراس تاسیس شد و در سال ۲۰۲۲ میلادی به الاهلی تغییر نام داد. الاهلی در شهر جده فعالیت می‌کند و در حال حاضر در لیگ برتر فوتبال زنان عربستان فعالیت می‌کند.